# Comitatul Phillips, Montana
Comitatul Phillips (în engleză Phillips County) este un comitat din statul Montana, Statele Unite ale Americii.
Conforma datelor furnizate de Census 2010, populația sa fusese de 4.253 de locuitori. Localitatea Malta este locul reședinței sale. 

## Istoric
Înainte de 5 februarie 1915, Phillips County a fost parte a comitatului Blaine, respectiv înainte de 1912, ambele fuseseră parte a mult mai largului (atunci) comitat Chouteau. A fost denumit după rancher-ul și senatorul statului Montana, Benjamin D. Phillips.

## Geografie
Se găsește de-a lungul frontierei dintre Canada și  Statele Unite ale Americii, fiind bordat la nord de provincia canadiană Saskatchewan. Fluviul Missouri River îi definește frontiera sa sudică.
Conform datelor culese și furnizate de U.S. Census Bureau, comitatul are o suprafață totală de circa 13.499 km2 (sau de 5.212 sqmi), dintre care 13,312 km 2 (sau 5.140 sqmi) este uscat și restul de 187 de km 2 (sau 72 sqmi) sau 1,4% este apă.  Comitatul Phillips este cel de-al doilea comitat ca suprafață din Montana, după suprafața uscatului, și cel de-al treilea după suprafața totală.

### Comitate adiacente și municipalități rurale
- Comitatul Blaine,  Montana -- la vest,
- Comitatul Fergus, Montana -- la sud-vest,
- Comitatul Petroleum, Montana -- la sud,
- Comitatul Garfield, Montana -- la sud-est,
- Comitatul Valley, Montana -- la est

Provincia  Saskatchewan,  Canada, la nord 

și localitățile rurale,
- Lone Tree No. 18, Saskatchewan -- la nord,
- Val Marie No. 17, Saskatchewan -- la nord și
- Mankota No. 45, Saskatchewan -- la nord-est.

## Demografie
|  | Graficele sunt indisponibile din cauza unor probleme tehnice. Mai multe informații se găsesc la Phabricator și la wiki-ul MediaWiki. |

Date: Wikidata - grafică realizată de Wikipedia